# アルゴノート炉
アルゴノート炉（アルゴノートろ）は、原子炉の一種で、大学での教育研究、運転訓練を目的として設計された小型の研究炉である。名前の由来はアルゴンヌ国立研究所で開発された（Algonne）核（nuclear）集合体（Assembly）大学教育訓練（University Traing）である。
軽水を減速材として使い、黒鉛を反射体として使う炉であり、炉心の形としては黒鉛の反射体をはさんで、二つに分割された炉心を持つものと、中央と外周に黒鉛の反射体を持つ円環状の炉心を持つものと二種類ある。いずれも、内部の反射体の中心に中性子の照射を行う環境を持つ。出力は1Wから300kWの物まである。
この型の炉は世界中に設置されているが日本では近畿大学原子力研究所（UTR-KINKI）に2分割炉心で出力1W（当初は0.1W）のものが設置されている。